# Dallas Turner
Dallas Turner (Fort Lauderdale, 2 febbraio 2003) è un giocatore di football americano statunitense che milita nel ruolo di defensive end per i Minnesota Vikings della National Football League (NFL).

## Carriera universitaria
Turner iniziò a giocare nel 2021 ad Alabama come parte della rotazione difensiva, prima di disputare la prima gara come titolare contro Texas A&M. A fine anno fu inserito nella formazione ideale dei debuttanti della Southeastern Conference. Nel 2023 fu premiato come All-American e come co-difensore dell’anno della SEC. Dopo la sconfitta nel Rose Bowl 2024 si dichiarò eleggibile per il Draft NFL 2024.

## Carriera professionistica

### Minnesota Vikings
Turner era considerato uno dei migliori difensori selezionabili nel Draft 2024 e una scelta della prima metà del primo giro. Il 25 aprile 2024 fu chiamato come 17º assoluto dai Minnesota Vikings. Debuttò come professionista subentrando nella gara del primo turno contro i New York Giants mettendo a segno 3 placcaggi e un sack nella vittoria. Nella settimana 16 fece registrare il primo intercetto in carriera ai danni di Geno Smith dei Seattle Seahawks. La sua stagione da rookie si chiuse con 20 placcaggi, 3 sack e un passaggio deviato in 16 presenze, nessuna delle quali come titolare.